# Opération Slipper
L'opération Slipper est la contribution de l'armée australienne à la guerre en Afghanistan. L'opération a débuté à la fin de 2001 et est encore en cours. La participation comprend deux grandes activités: l'une en Afghanistan l'autre dans le golfe Persique. 

## Afghanistan

### Première phase

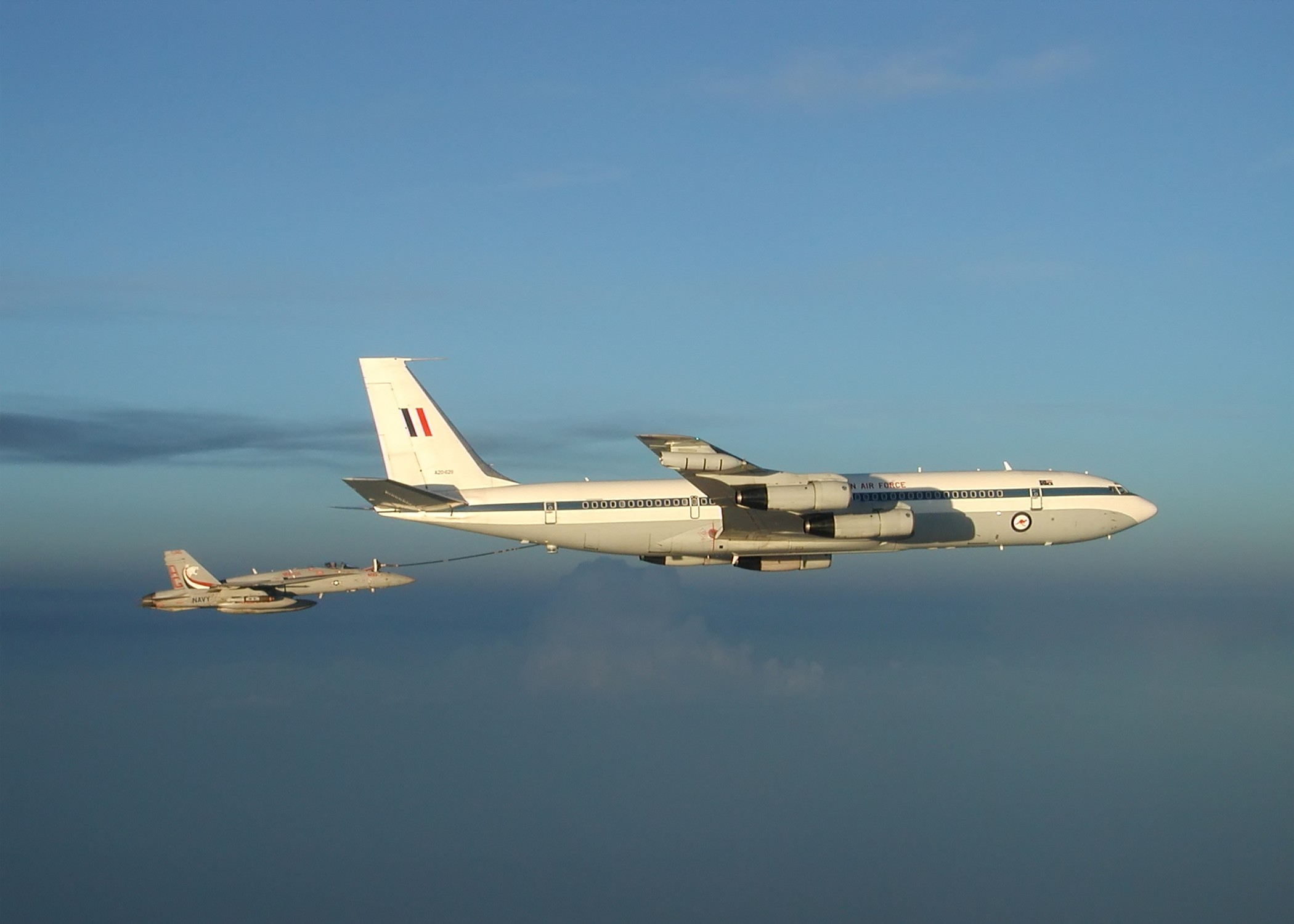
Un Boeing 707 de la ravitaillant un avion américain.

La participation de l'Australie à la guerre en Afghanistan comprenait un détachement des Forces spéciales (Special Forces Task) et deux Boeing 707 de ravitaillement de l'escadrille no 33 de l'armée de l'air australienne. Ces appareils et les membres du personnel de soutien opèrent à partir de la base aérienne de Manas au Kirghizistan et fournissent un appui aux avions de la coalition opérant dans l'espace aérien afghan. Des avions C-130 Hercules de transport ont également été associés pour fournir un soutien logistique aux forces déployées au sol. Les forces spéciales ont participé à la création de la coalition dirigée par la première base d'opérations avancée (Camp Rhino) au sud-ouest de Kandahar, en novembre 2001, suivie par la capture de l'aéroport international de Kandahar, en décembre 2001. Le premier engagement australien en Afghanistan s'acheva en décembre 2002, lorsque le détachement des forces spéciales fut retiré. Après cette date, la seule contribution de l'Australie aux efforts déployés en Afghanistan fut un officier associé à la Coalition pour les forces de déminage. 
Les trois escadrilles des forces spéciales aériennes australiennes qui ont été déployées en Afghanistan en 2001 et 2002 sont les suivantes. Les dates de leurs déploiements ont été mises entre parenthèses: 
- 1re escadrille, (octobre 2001-avril 2002)
- 3e escadrille, (avril 2002-août 2002)
- 2e escadrille, (août 2002-novembre 2002)

Un groupement des forces aériennes spéciales de Nouvelle-Zélande a été associé à chaque escadrille australienne. Il est difficile de savoir si les troupes néo-zélandaises ont été renouvelées en même temps que les unités australiennes

### Deuxième phase
Un détachement des forces spéciales australiennes fut de nouveau déployé en Afghanistan en août et en septembre 2005. Ce détachement était composé d'éléments du 4e bataillon de commandos du Royal Australian Regiment, d'éléments du régiment de réponse aux incidents (Incident Response Regiment) et de personnel de soutien logistique. Équipées de Land Rovers fortement modifiées, les forces spéciales du détachement étaient également équipées de véhicules Bushmaster. Un détachement de deux CH-47 Chinook, des hélicoptères du 5e régiment d'aviation fut déployé en Afghanistan en mars 2006 pour le soutien les forces terrestres. Les forces spéciales terrestres australiennes ont été retirées d'Afghanistan en septembre 2006 et le détachement d'hélicoptère est retourné en Australie en avril 2007. 

### Troisième phase

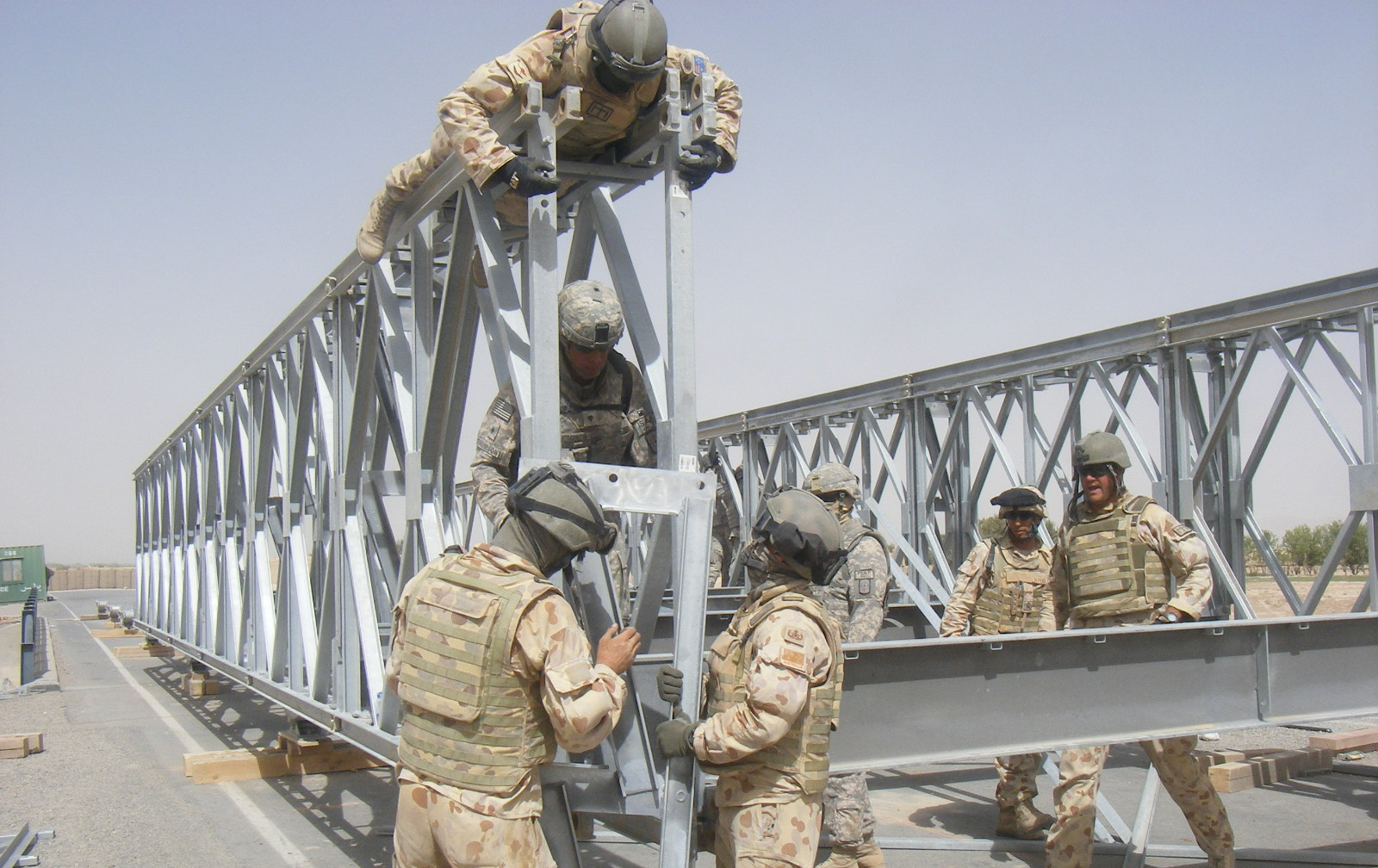
Soldats du génie américains et australiens travaillant sur un pont en Afghanistan en août 2008

Un détachement militaire chargé de la reconstruction du pays formé autour du 1er régiment du génie avec des unités de protection des 6e et 7e bataillons du Royal Australian Regiment et du 2e régiment de cavalerie ont commencé à arriver dans la province d'Orozgân dans le sud de l'Afghanistan au début du mois de septembre 2006. Le détachement australien fait partie d'une équipe de reconstruction provinciale (Provincial Reconstruction Team) dirigée par les néerlandais et connue sous le nom de Task Force Uruzgan. 
Par la suite, le Premier ministre John Howard annonça en avril 2007 le déploiement de 300 membres des forces spéciales pour protéger les unités de reconstruction. Par addition d'équipes de radaristes, d'équipes de logistique, d'agents de renseignements et de sécurité du personnel, le nombre de soldats australiens en Afghanistan a été porté à environ 950 à la mi-2007 et 1000 à la mi-2008. 
Les sondages d'opinion indiquent que le soutien du public pour le déploiement de soldats australiens en Afghanistan est en baisse. Un sondage publié en septembre 2008 a révélé qu'une majorité des personnes interrogées étaient opposées à ce que l'Australie continue d'avoir une participation militaire dans ce pays.

## Golfe Persique
Depuis octobre 2001, la marine australienne (Royal Australian Navy ou RAN) a maintenu une présence continue dans et autour des eaux territoriales irakiennes dans le cadre des opérations Slipper et ultérieures. Il y eut quatre grandes rotations de navires pour ces opérations entre décembre 2001 et mars 2003. L'objectif principal de ces opérations était de procéder à des interceptions et des contrôles de navires par un groupe de forces armées américaines, australiennes et britanniques agissant au nom des Nations unies pour l'application de résolutions du Conseil de sécurité contre l'Irak. La première rotation comprit les navires australiens Sydney, Adelaide et Kanimbla. Ces navires ont été remplacés en février 2002 par les Canberra, Newcastle et Manoora puis en juillet 2002 par Arunta et Melbourne. Des détachements du 16e régiment de défense antiaérienne assurèrent la protection du Kanimbla et du Manoora au cours de leur déploiement. La dernière rotation de l'opération Slipper eut lieu en novembre 2002 avec Anzac et Darwin. Le Kanimbla partit de nouveau de Sydney, en Australie, le 20 janvier 2003 pour le Golfe Persique dans le cadre de la mission opération Bastille. En arrivant à Bahreïn le 16 février 2003, sa mission fut transformée pour revenir à l'opération Slipper (application des sanctions des Nations unies contre l'Irak). Le 20 mars 2003, les Kanimbla, Anzac et Darwin ont participé au début de la guerre de 2003 contre l'Irak, baptisée Operation Falconer. 
Au cours de ces opérations, la marine australienne mit au point un certain nombre de techniques pour accroitre l'efficacité des interceptions ce qui permit l'interception et le contrôle d'environ 1 700 navires au cours de la période. Quatre officiers de marine australiens ont commandé à plusieurs reprises la force multinationale au cours de l'opération.